# Sagnanet
Sagnanet – biblioteka cyfrowa udostępniająca kolekcję islandzkich i innych manuskryptów oraz starodruków. 

## Historia
Biblioteka była projektem realizowanym przez Islandzką Bibliotekę Narodową i Uniwersytecką, Uniwersytet Cornella i Instytut Árniego Magnússona. 1 lipca 1997 roku rozpoczęto digitalizację zbiorów, a biblioteka została otwarta 1 lipca 2001 roku. Działała do 2012 roku. Ponieważ użyte oprogramowanie zestarzało się w 2010 roku zastąpiła ją biblioteka cyfrowa Handrit.is. Zbiory Sagnanetu zostały przekonwertowane do formatu TEI P5 i umieszczone w zasobach Handrit.is.
Zawierała 250 tys. stron zeskanowanych rękopisów od 900 lat temu aż do 1901 r. Nie było w niej nowszych materiałów, gdyż zasoby tej skarbnicy to tylko materiały nie objęte prawami autorskimi. Kolekcja była stworzona i utrzymywana za pieniądze podatników Islandii i dostępna przez Internet. Dokumenty tam zawarte pozwalały prześledzić, jak ewoluował język w nich zapisany, zmieniał się sposób pisma, kształt liter i ligatur. Każdy mógł się przez Internet włączyć w prace zespołu badawczego.
Islandia była zamieszkana przez mnichów irlandzkich, wikingów, a nawet Słowian. Starodawna piśmiennicza tradycja mieszkańców Islandii nakazywała, by każda rodzina miała spisane swoje sagi, dlatego pozostało ich aż tyle. Zdarzają się dokumenty z nieznanym typem pisma lub pisane znanym systemem a zawierające nierozpoznane lub różnie interpretowane znaki.